# Stephen O'Brien

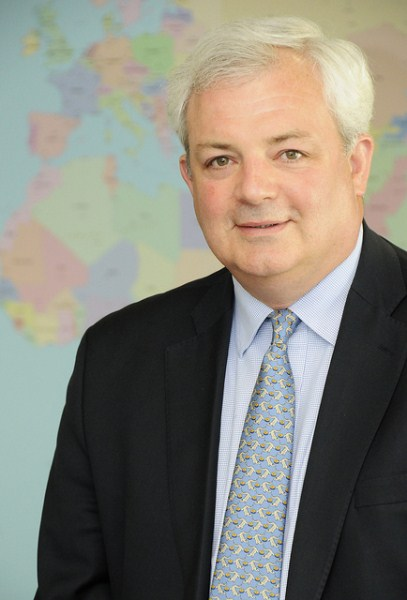
Stephen O'Brien

Stephen Rothwell O'Brien, född 1 april 1957, är en brittisk politiker och diplomat som är nuvarande chef för United Nations Office for the Coordination of Humanitarian Affairs (OCHA), som är FN:s kontor för samordning av humanitär hjälp. Han tillträdde på tjänsten den 29 maj 2015 och efterträdde då Valerie Amos. Dessförinnan var han brittisk parlamentsledamot och representerade då valdistriktet Eddisbury.

## Galleri

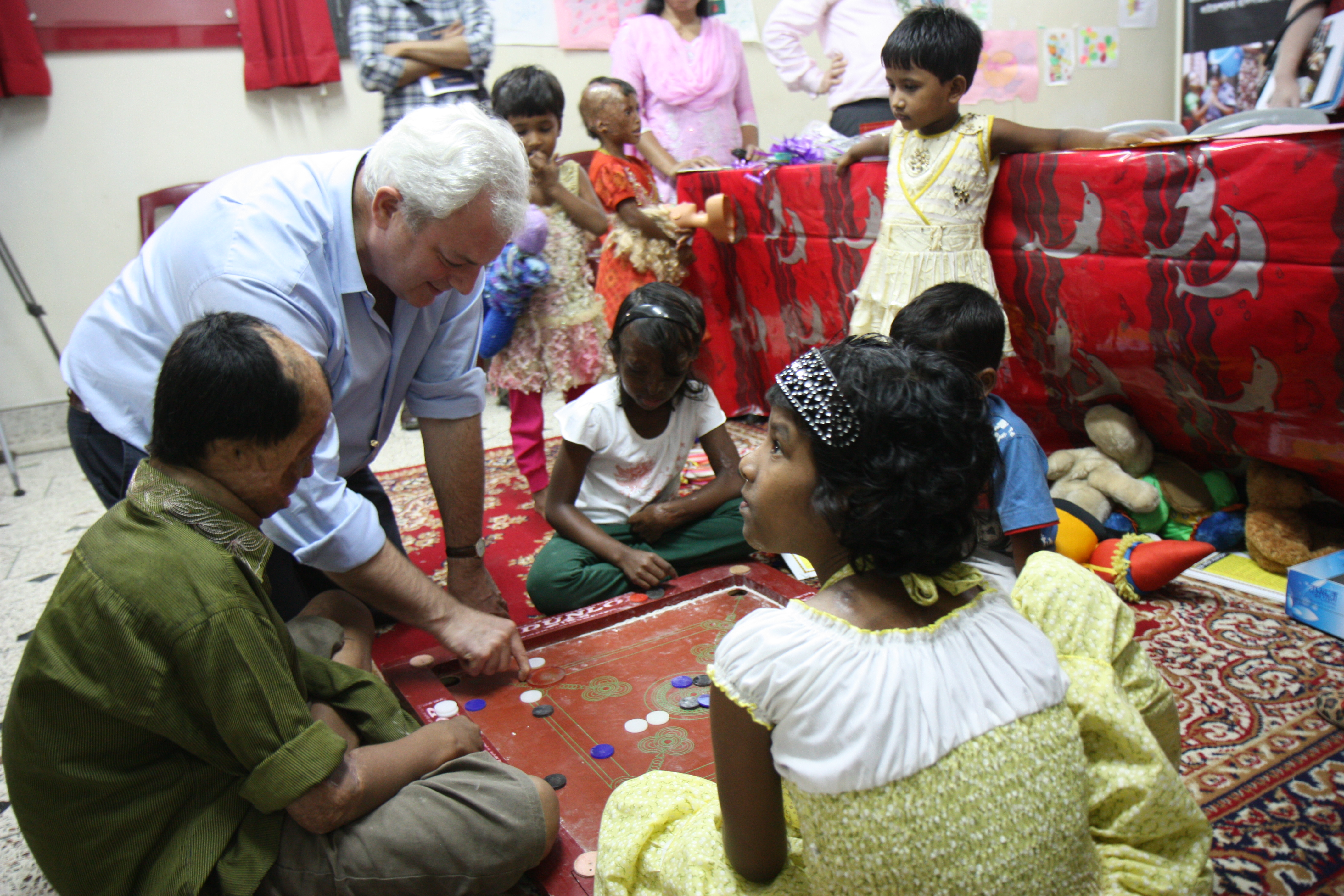
Stephen OBrien besöker överlevande efter en attack i Bangladesh
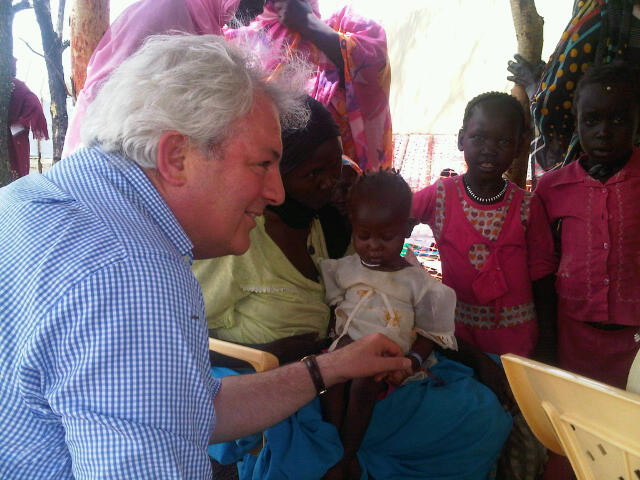
Stephen O'Brien möter en mor med barn i Jamam, SydSudan